# Nankana Sahib
Nankana Sahib (en ourdou : ننکانہ صاحب) (anciennement appelé Talwandi) est une ville pakistanaise, et capitale du district de Nankana Sahib, dans la province du Pendjab, près de Lahore.
La ville est un lieu important de la religion sikhe. Elle est le lieu de naissance de Gurû Nanak, en l'honneur de qui la ville a été rebaptisée. Elle compte neuf gurdwaras, des temples sikhs, dont un dénommé: Gurdwara Janam Asthan qui marque le lieu de naissance du premier gourou des sikhs. Le bhagat Mardana, compagnon de Guru Nanak durant de longues années, a vu le jour aussi dans cette ville. Guru Nanak y a vécu quasiment entièrement jusqu'à l'âge de 15 ans avant d'aller à Sultanpur Lodhi dans l'actuelle Kapurthala.
La population de la ville a été multipliée par plus de trois entre 1972 et 2017 selon les recensements officiels, passant de 25 703 habitants à 79 540. Entre 1998 et 2017, la croissance annuelle moyenne s'affiche à 2,6 %, un peu supérieure à la moyenne nationale de 2,4 %. Selon le recensement de 2023, la population de la ville monte à 94 988 habitants.
La ville comprend l'une des plus importantes communautés sikhes du Pakistan, avec près de 2 000 fidèles vivant dans la ville.
|            | 1972 (rec.) | 1981 (rec.) | 1998 (rec.) | 2017 (rec.) | 2023 (rec.) |
| ---------- | ----------- | ----------- | ----------- | ----------- | ----------- |
| Population | 25 703      | 32 963      | 48 899      | 79 540      | 94 988      |